# Chemische Werke Albert

Logo der Chemischen Werke Albert um 1930

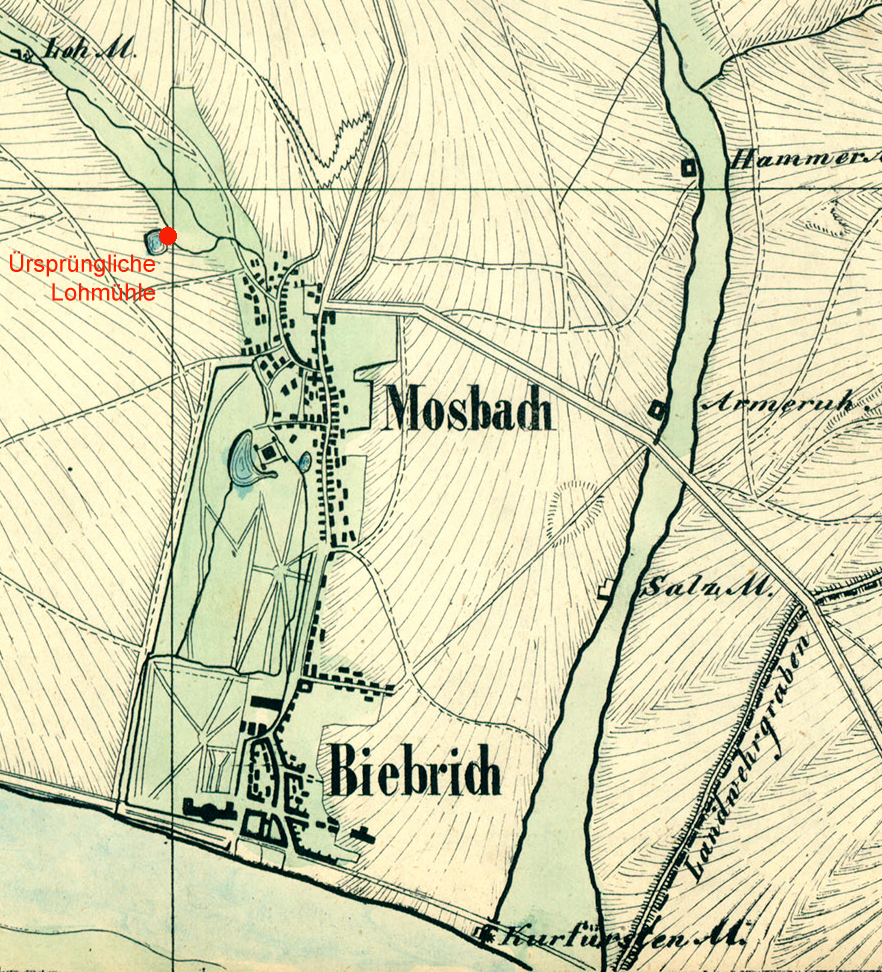
Biebrich und Mosbach um 1819. Oben links in rot die ursprüngliche Lohmühle, erste Produktionsstätte der Chemischen Werke Albert. Östlich des „Landwehrgrabens“ (rechtsseitig) lag Amöneburg, das bereits zum Staatsgebiet des Großherzogtums Hessen gehörte, wohin Heinrich Alberts Betrieb 1861 umzog.

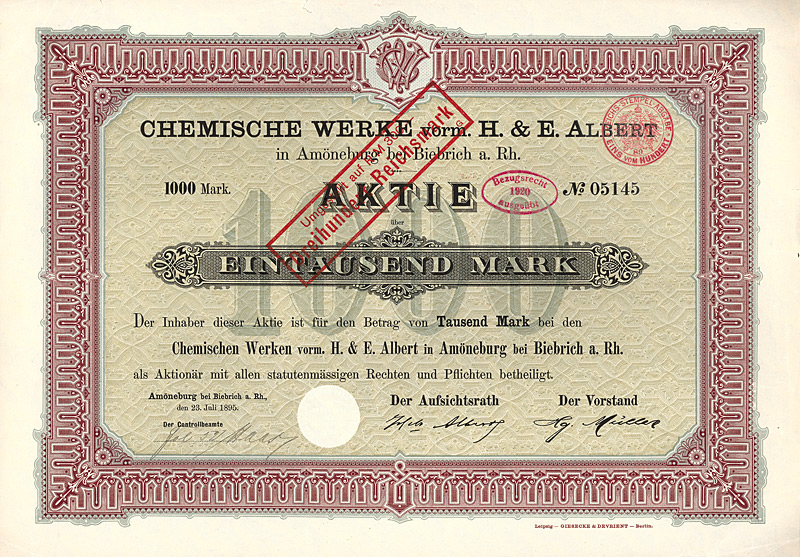
Aktie über 1000 Mark der Chemischen Werke vorm. H. & E. Albert vom 23. Juli 1895

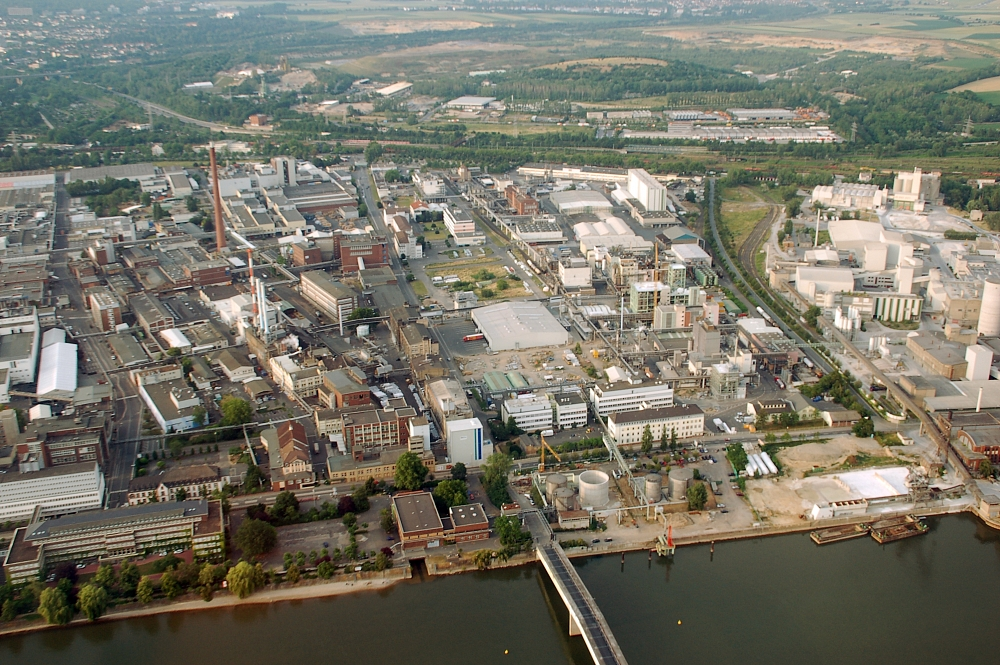
Luftbild von 2006, links Kalle, in der Mitte Albert

Die Chemischen Werke H. & E. Albert waren ein Chemieunternehmen, das 1858 in Biebrich durch Heinrich Albert als Landwirtschaftlich-Chemische und Leimfabrik gegründet wurde und 1972 in den Hoechst-Konzern eingegliedert wurde.

## Gründung
1858 fand Albert einen geeigneten Standort für seine Düngemittelfabrik, eine zur Pacht ausgeschriebene alte Lohmühle im Tal des Mosbachs nördlich von Mosbach bei Biebrich. Dort begann er im Oktober 1858 mit der Produktion von Dünger aus phosphat- und stickstoffhaltigen Schlachtabfällen. 1859 trat sein Bruder Eugen Albert als kaufmännischer Leiter ein. Auf der Suche nach einem neuen Standort für den expandierenden Betrieb zog das Unternehmen 1861 ins benachbarte, damals hessen-darmstädtische Amöneburg um, weil ihm die nassauische Verwaltung die Konzession für die Gründung einer chemischen Fabrik in Biebrich verweigerte. Ein chemischer Betrieb erschien damals an der Residenz der Herzöge von Nassau inakzeptabel.
Europäische und schließlich weltweite Bedeutung erlangte das Unternehmen durch die Entwicklung des Doppelsuperphosphats im Jahr 1871. 1884 wurde mit der Produktion des Thomasmehls (englisch: „Albert-Slag“) aus Phosphatschlacke von Hochofenprozessen begonnen. Die Firma wurde 1895 in „Chemische Werke vorm. H. & E. Albert Aktiengesellschaft“ umgewandelt. Bis zum Ersten Weltkrieg existierten auch Werke in England, Belgien, Frankreich, Luxemburg (Thomasschlackenmühle neben dem Arbed-Werk in Esch-Schifflange, ab 1912 bis kurz nach Ende des Ersten Weltkriegs) und Russland, die jedoch im Zuge von Reparationsleistungen nach 1918 beschlagnahmt wurden. Da Hochofenschlacken zunehmend von den Hütten selbst vermarktet wurden, wurde 1922 die Produktion von Pharmazeutika aufgenommen.

## Fusion zu einem Familienunternehmen
1940 fusionierten die Chemischen Werke Albert AG mit den 1909 vom jüngsten Sohn Kurt Albert gegründeten Chemischen Fabriken Dr. Kurt Albert GmbH in Amöneburg. Letztere hielt durch Ludwig Berend die ersten Patente auf dem Gebiet der Phenolharze (Albertole).
Nachdem 1944 die Werksanlagen in Amöneburg bei einem Bombenangriff weitgehend zerstört worden waren, setzte man beim Wiederaufbau auf den zusätzlichen Produktionszweig der Pflanzenschutzmittel, deren Produktion aber 1961 wieder eingestellt wurde. 1964 übernahm die Hoechst AG die Aktienmehrheit. Für den Kunstharzbereich wurde von Albert 1967 die Reichhold AG, vormals Beckacite, in Hamburg-Wandsbek übernommen und zur Reichold-Albert-Chemie AG (RACAG) zusammengeschlossen. Für den Arzneimittelbereich erfolgte 1969 die Gründung von Albert-Roussel-Pharma als Vertriebsfirma.

## Nach Übernahme durch Hoechst
1972 wurde die Reichhold-Albert-Chemie AG in den Hoechst-Konzern eingegliedert und 1974 zu Hoechst AG, Werk Albert und Hoechst AG, Werk Hamburg umfirmiert. Das Werk Albert wurde 1989 mit dem aus der Chemischen Fabrik Kalle in Biebrich hervorgegangenen, direkt angrenzenden, Werk Kalle zum Werk Kalle-Albert zusammengelegt.
1995 teilte sich die Hoechst AG in eine strategische Management-Holding auf. 1995 lagerte Hoechst sein Kunstharzgeschäft als Vianova Resins aus, die 1999 von einem Investmentbankkonsortium um die Deutsche Bank und Morgan Grenfell Equity Partners, 2000 von Solutia, 2003 von Union Chimique Belge und zuletzt 2005 von Cytec übernommen wurde. 2012 verkaufte Cytec den Bereich Beschichtung wieder an den Private-Equity-Fonds Advent International, der seit Mitte 2014 den Firmennamen Allnex trägt.
Das Werk Kalle-Albert befindet sich heute im Industriepark Kalle-Albert, in dem rund 80 Unternehmen ansässig sind.
Im Oktober 2000 vernichtete ein Großbrand einen Kunstharz-Großbetrieb des alten Werks Albert.